# Åtjärnen (Los socken, Hälsingland, 683247-145234)
Åtjärnen är en sjö i Ljusdals kommun i Hälsingland och ingår i Dalälvens huvudavrinningsområde.